# Mitchell Poletti
Mitchell Poletti (Milano, 23 gennaio 1988) è un cestista italiano.